# Leszczyny (Biały Dunajec)
Leszczyny ist ein Dorf der Gemeinde Biały Dunajec im Powiat Tatrzański der Woiwodschaft Kleinpolen in Polen in der Region Podhale. Das Dorf liegt im Gebirgszug Pogórze Gubałowskie etwa sieben Kilometer nördlich von Zakopane und fünfzehn Kilometer südlich von Nowy Targ.

## Sehenswürdigkeiten
Der Ort ist das dritthöchstgelegene Dorf in Polen nach Ząb und Sierockie.

## Tourismus
Es geht in Leszczyny ruhiger zu als in den benachbarten Skiorten Zakopane oder Bukowina Tatrzańska. Die touristische Infrastruktur wird ausgebaut. 

### Wintersport
Im Ort gibt es mehrere kleinere Liftanlagen.